# RoPax

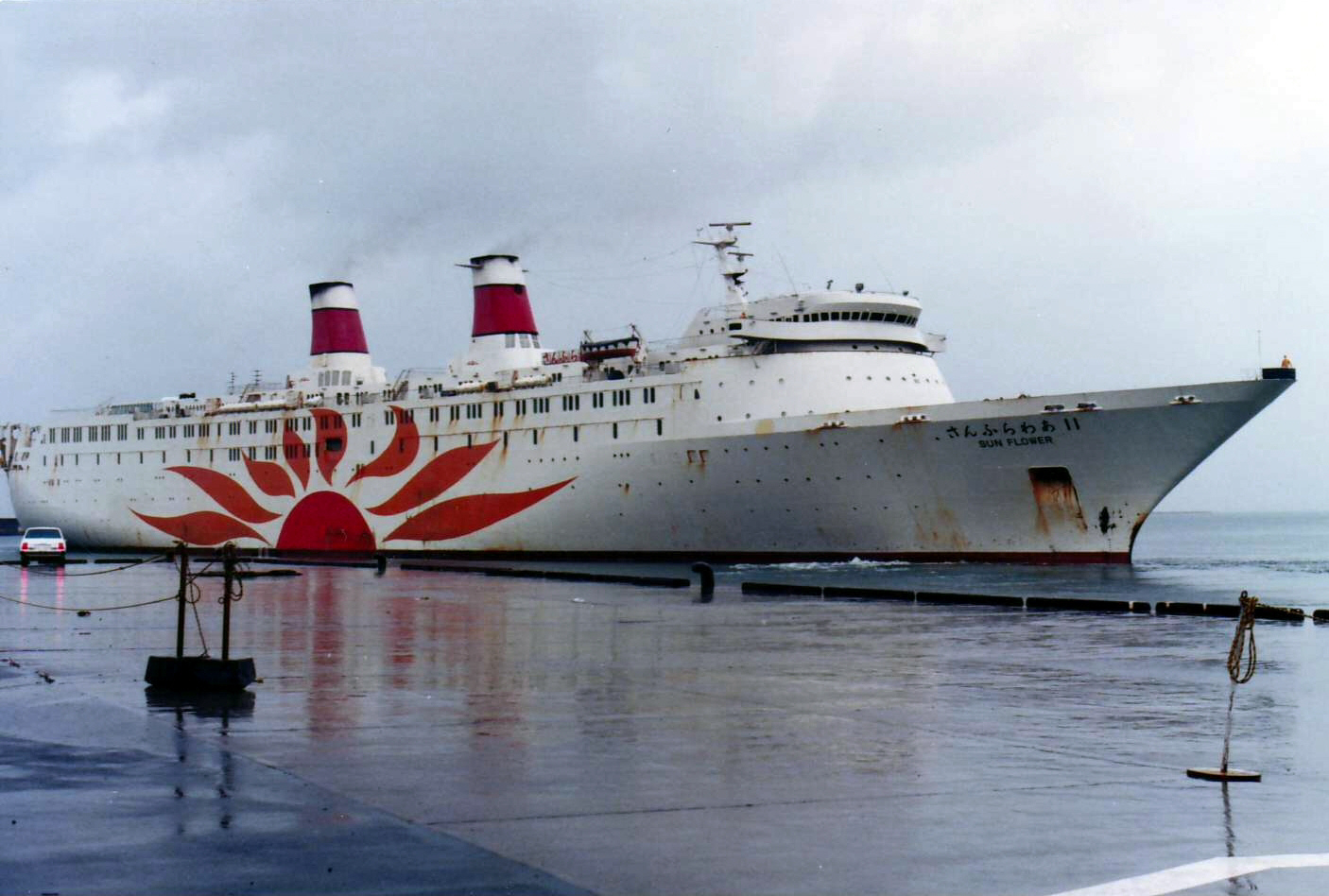
Een Japans RoPax-schip

De RoPax is een type roroschip dat zowel voertuigen als passagiers kan vervoeren.
Om tot de categorie van passagiersschepen te behoren, moeten schepen accommodatie voorzien voor ten minste 12 passagiers, dit geldt dus ook voor de RoPax-schepen. Wereldwijd vinden we deze schepen terug in verschillende maten en ontwerpen. Ze worden zowel gebruikt door toeristen met eigen auto, als door vrachtwagenchauffeurs die met hun vracht een waterzone willen overbruggen. De passagiers rijden dan met hun wagen door middel van een laadbrug het schip binnen en laten deze in de ladingsruimte staan en begeven zich dan naar de hoger gelegen dekken.

## Vracht- en passagiersfaciliteiten
De voertuigen bevinden zich benedendeks op grote oprijlanen waar ze achter elkaar ingereden worden. Het is gebruikelijk dat de voertuigen zich in één richting begeven, hiermee wordt er bedoelt dat als de auto of vrachtwagen vooruit het schip inrijdt deze er ook vooruit uitrijdt langs de andere kant. Dit wordt mogelijk gemaakt door beweegbare dekken en boegdeuren.
De passagiers verlaten de vracht faciliteiten voordat het schip de kade verlaat en kunnen zich tijdens hun reis ontspannen in verscheidene restaurants, bars, lounges en op sommige schepen zelfs in de cinemazaal. Het is ook mogelijk dat op RoPax schepen slaapcabines voorzien zijn waar de passagiers kunnen uitrusten tijdens langere reizen.

## Inspecties RoPax-schepen
Een RoPax moet specifieke inspecties ondergaan om zeewaardig verklaard te worden. Onder andere omdat er benedendeks grote vrij vloeistofoppervlakten zijn en omdat er een aanzienlijk aantal passagiers aan boord zijn. Bij deze inspecties worden zowel de procedures als de algemene staat van het schip geïnspecteerd. Elke zes maanden moeten deze inspecties uitgevoerd worden en worden de resultaten van deze inspecties in een centrale gegevensbank ingevoerd en deze worden door de EU beheerd. De richtlijnen voor deze inspecties werden voorgelegd door de Directoraat-generaal Energie en Vervoer van de Europese Commissie aan de Raad van de Europese Unie en het Europees Parlement. Zo heb je voor de geldigheid van de certificaten voor RoPax schepen bepaalde richtlijnen die terug te vinden zijn in Richtlijn 1999/35/EG.